# ای‌اف‌سی کاپ ۲۰۱۴
ای‌اف‌سی کاپ ۲۰۱۴ یازدهمین دوره ای‌اف‌سی کاپ بود، یک رقابت فوتبال که توسط کنفدراسیون فوتبال آسیا (ای‌اف‌سی) برای باشگاه‌های "کشورهای در حال توسعه" در آسیا برگزار شد. الکویت مدافع دو دوره قهرمانی بود، اما در مرحله یک‌چهارم نهایی توسط پرسیپورا جایاپورا حذف شد.
در فینال، القادسیه کویت پس از تساوی ۰–۰ در وقت قانونی، در ضربات پنالتی با نتیجه ۴–۲ اربیل عراق را شکست داد و پس از شکست در فینال سال قبل، اولین عنوان قهرمانی ای‌اف‌سی کاپ خود را به دست آورد.

## تخصیص ورودی‌ها به ازای هر انجمن
ای‌اف‌سی رویه تصمیم‌گیری در مورد فدراسیون‌های شرکت‌کننده و تخصیص سهمیه‌ها را مشخص کرد و تصمیم نهایی در ۲۶ نوامبر ۲۰۱۳ توسط ای‌اف‌سی اتخاذ شد. در صورت تأیید درخواست‌های زیر توسط هر فدراسیون، تغییرات زیر در فهرست فدراسیون‌های شرکت‌کننده ممکن است از ای‌اف‌سی کاپ ۲۰۱۳ اعمال شود:
- فدراسیونی که در ابتدا در ای‌اف‌سی کاپ شرکت کرده است، می‌تواند برای شرکت در لیگ قهرمانان آسیا ۲۰۱۴ درخواست دهد. یک فدراسیون در صورتی که فقط بخشی از معیارهای لیگ قهرمانان آسیا را برآورده کند، می‌تواند در هر دو لیگ قهرمانان آسیا و ای‌اف‌سی کاپ شرکت کند.
- فدراسیونی که در ابتدا در جام پرزیدنت آسیا شرکت کرده است، می‌تواند برای شرکت در ای‌اف‌سی کاپ ۲۰۱۳ درخواست دهد.تغییرات زیر در فدراسیون‌های شرکت‌کننده نسبت به سال قبل ایجاد شده است:

- از سال ۲۰۱۴، ای‌اف‌سی مشارکت باشگاه‌های قرقیزستان و فلسطین را از جام پرزیدنت آسیا به ای‌اف‌سی کاپ ارتقا داد.[۴]

بر اساس رتبه‌بندی فنی ای‌اف‌سی و تعداد فدراسیون‌های هر منطقه، به هر فدراسیون شرکت‌کننده یا دو نماینده در مرحله گروهی یا یک نماینده در مرحله پلی آف مقدماتی داده شد.
| ارزیابی ای‌اف‌سی کاپ ۲۰۱۴ | ارزیابی ای‌اف‌سی کاپ ۲۰۱۴         |
| ----------------------- | ------------------------------- |
|                         | رتبه ۱ تا ۲۳، دو جایگاه مستقیم  |
|                         | رتبه ۲۴ تا ۳۴، دو جایگاه مستقیم |
|                         | رتبه ۲۴–۳۴، یک جایگاه پلی‌ آف    |

| رتبه  | انجمن عضو | سهمیه‌ها     | سهمیه‌ها |
| رتبه  | انجمن عضو | مرحله گروهی | پلی آف  |
| ----- | --------- | ----------- | ------- |
| ۱۰    | اردن      | ۲           | ۰       |
| ۱۱    | کویت      | ۲           | ۰       |
| ۱۳    | عراق      | ۲           | ۰       |
| ۱۴    | سوریه     | ۲           | ۰       |
| ۱۵    | عمان      | ۲           | ۰       |
| ۱۶    | بحرین     | ۲           | ۰       |
| ۱۸    | لبنان     | ۲           | ۰       |
| ۲۶    | تاجیکستان | ۰           | ۱       |
| ۳۱    | فلسطین    | ۰           | ۱       |
| ۳۲    | قرقیزستان | ۰           | ۱       |
| ۳۳    | یمن       | ۰           | ۱       |
| مجموع | مجموع     | ۱۴          | ۴       |

| رتبه  | انجمن عضو | سهمیه‌ها     | سهمیه‌ها |
| رتبه  | انجمن عضو | مرحله گروهی | پلی آف  |
| ----- | --------- | ----------- | ------- |
| ۱۷    | ویتنام    | ۲           | ۰       |
| ۱۹    | هنگ کنگ   | ۲           | ۰       |
| ۲۰    | اندونزی   | ۲           | ۰       |
| ۲۱    | سنگاپور   | ۲           | ۰       |
| ۲۲    | مالزی     | ۲           | ۰       |
| ۲۳    | هند       | ۲           | ۰       |
| ۲۵    | مالدیو    | ۲           | ۰       |
| ۲۷    | میانمار   | ۲           | ۰       |
| مجموع | مجموع     | ۱۶          | ۰       |

## تیم‌ها
تیم‌های زیر وارد این رقابت‌ها شدند. تیم‌هایی که با حروف کج مشخص شده‌اند، در مرحله پلی آف مقدماتی لیگ قهرمانان آسیا ۲۰۱۴ بازی کردند، اما نتوانستند به مرحله گروهی لیگ قهرمانان آسیا صعود کنند (اگر به مرحله گروهی لیگ قهرمانان آسیا صعود می‌کردند، تیم دیگری از همان اتحادیه جایگزین آنها می‌شد).
| تیم                                             | نحوه صلاحیت                                                   | حضور                                            | آخرین                                           |
| شرکت‌کنندگان مستقیم مرحله گروهی (گروه‌های A تا D) | شرکت‌کنندگان مستقیم مرحله گروهی (گروه‌های A تا D)               | شرکت‌کنندگان مستقیم مرحله گروهی (گروه‌های A تا D) | شرکت‌کنندگان مستقیم مرحله گروهی (گروه‌های A تا D) |
| ----------------------------------------------- | ------------------------------------------------------------- | ----------------------------------------------- | ----------------------------------------------- |
| الحد                                            | رتبه سوم لیگ دسته اول بحرین ۱۳–۲۰۱۲                           | اولین                                           | نداشته                                          |
| الرفاع                                          | رتبه چهارم لیگ دسته اول بحرین ۱۳–۲۰۱۲                         | سومین                                           | ۲۰۱۳                                            |
| الشرطه                                          | قهرمان لیگ نخبگان عراق ۱۳–۲۰۱۲                                | اولین                                           | نداشته                                          |
| اربیل                                           | نایب قهرمان لیگ نخبگان عراق ۱۳–۲۰۱۲                           | پنجمین                                          | ۲۰۱۳                                            |
| شباب الاردن                                     | قهرمان لیگ اردن ۱۳–۲۰۱۲                                       | چهارمین                                         | ۲۰۱۰                                            |
| ذات راس                                         | قهرمان جام حذفی اردن ۱۳–۲۰۱۲                                  | اولین                                           | نداشته                                          |
| الکویت                                          | قهرمان لیگ برتر کویت ۱۳–۲۰۱۲                                  | ششمین                                           | ۲۰۱۳                                            |
| القادسیه                                        | قهرمان جام امیر کویت ۲۰۱۳                                     | پنجمین                                          | ۲۰۱۳                                            |
| صفا                                             | قهرمان لیگ برتر لبنان ۱۳–۲۰۱۲ قهرمان جام حذفی لبنان ۱۳–۲۰۱۲   | پنجمین                                          | ۲۰۱۳                                            |
| النجمه                                          | نایب قهرمان لیگ برتر لبنان ۱۳–۲۰۱۲                            | ششمین                                           | ۲۰۱۰                                            |
| السویق                                          | قهرمان لیگ نخبگان عمان ۱۳–۲۰۱۲ قهرمان جام سلطان قابوس ۱۳–۲۰۱۲ | چهارمین                                         | ۲۰۱۲                                            |
| فنجاء                                           | نایب قهرمان لیگ نخبگان عمان ۱۳–۲۰۱۲                           | دومین                                           | ۲۰۱۳                                            |
| الجیش                                           | قهرمان لیگ برتر سوریه ۲۰۱۳                                    | چهارمین                                         | ۲۰۱۱                                            |
| الوحده                                          | قهرمان جام حذفی سوریه ۲۰۱۳                                    | سومین                                           | ۲۰۱۳                                            |
| شرکت‌کنندگان پلی آف مقدماتی                      |                                                               |                                                 |                                                 |
| آلای اوش                                        | قهرمان لیگ قرقیزستان ۲۰۱۳                                     | اولین                                           | نداشته                                          |
| شباب الظاهریه                                   | قهرمان لیگ برتر بانک غربی ۱۳–۲۰۱۲                             | اولین                                           | نداشته                                          |
| روشن کولاب                                      | قهرمان لیگ تاجیکستان ۲۰۱۳                                     | دومین                                           | ۲۰۱۳                                            |
| الیرموک                                         | قهرمان لیگ یمن ۲۰۱۳                                           | اولین                                           | نداشته                                          |

| تیم                                             | نحوه صلاحیت                                       | حضور                                            | آخرین                                           |
| شرکت‌کنندگان مستقیم مرحله گروهی (گروه‌های E تا H) | شرکت‌کنندگان مستقیم مرحله گروهی (گروه‌های E تا H)   | شرکت‌کنندگان مستقیم مرحله گروهی (گروه‌های E تا H) | شرکت‌کنندگان مستقیم مرحله گروهی (گروه‌های E تا H) |
| ----------------------------------------------- | ------------------------------------------------- | ----------------------------------------------- | ----------------------------------------------- |
| چین جنوبی                                       | قهرمان لیگ دسته اول هنگ کنگ ۱۳–۲۰۱۲               | پنجمین                                          | ۲۰۱۱                                            |
| کیتچی                                           | قهرمان پلی آف فصل هنگ کنگ ۱۳–۲۰۱۲                 | چهارمین                                         | ۲۰۱۳                                            |
| پونه                                            | نایب قهرمان آی‌لیگ ۱۳–۲۰۱۲[نکته هند]               | اولین                                           | نداشته                                          |
| چرچیل برادرز                                    | قهرمان آی‌لیگ ۱۳–۲۰۱۲                              | سومین                                           | ۲۰۱۳                                            |
| پرسیپورا جایاپورا                               | قهرمان سوپر لیگ اندونزی ۲۰۱۳[نکته هند]            | دومین                                           | ۲۰۱۱                                            |
| آرما کرونوس                                     | نایب قهرمان سوپر لیگ اندونزی ۲۰۱۳[نکته اندونزی]   | دومین                                           | ۲۰۱۲                                            |
| سلانگور                                         | نایب قهرمان سوپر لیگ مالزی ۲۰۱۳[نکته مالزی]       | چهارمین                                         | ۲۰۱۳                                            |
| کلانتان                                         | قهرمان جام حذفی مالزی ۲۰۱۳                        | سومین                                           | ۲۰۱۳                                            |
| نیو رادیانت                                     | قهرمان لیگ دیوهی ۲۰۱۳ قهرمان جام حذفی مالدیو ۲۰۱۳ | ششمین                                           | ۲۰۱۳                                            |
| مازیا                                           | نایب قهرمان لیگ دیوهی ۲۰۱۳                        | دومین                                           | ۲۰۱۳                                            |
| یانگون یونایتد                                  | قهرمان لیگ ملی میانمار ۲۰۱۳                       | سومین                                           | ۲۰۱۳                                            |
| نایپیداو                                        | نایب قهرمان لیگ ملی میانمار ۲۰۱۳[نکته میانمار]    | اولین                                           | نداشته                                          |
| تامپینس روفرز                                   | قهرمان اس‌لیگ ۲۰۱۳                                 | هفتمین                                          | ۲۰۱۳                                            |
| هوم یونایتد                                     | قهرمان جام حذفی سنگاپور ۲۰۱۳                      | هفتمین                                          | ۲۰۱۲                                            |
| هانوی تی‌اندتی                                   | قهرمان وی‌لیگ ۱ ۲۰۱۳                               | دومین                                           | ۲۰۱۱                                            |
| ویسای نین بین                                   | قهرمان جام حذفی ویتنام ۲۰۱۳                       | اولین                                           | نداشته                                          |

نکات
1. ^ هند: از آنجایی که مهلت ارسال نماینده قبل از اتمام جام فدراسیون هند بود، تیم‌های نایب قهرمان لیگ به عنوان نماینده هند در ای‌اف‌سی کاپ انتخاب شد.
2. ^ a b اندونزی: پرسیپورا جایاپورا و آرما کرونوس، به ترتیب قهرمان و نایب قهرمان سوپر لیگ اندونزی ۲۰۱۳ به عنوان نماینده اندونزی در ای‌اف‌سی کاپ انتخاب شدند.[۶]
3. ^ مالزی: از آنجایی که لاینز توئلو، تیمی که توسط فدراسیون فوتبال سنگاپور اداره می‌شود و بنابراین واجد شرایط نمایندگی مالزی در مسابقات قاره‌ای نیست، در سوپر لیگ مالزی ۲۰۱۳ قهرمان شد، نایب قهرمان لیگ به عنوان نماینده مالزی در ای‌اف‌سی کاپ انتخاب شد.[۷]
4. ^ میانمار: از آنجایی که جام حذفی میانمار به دلیل فشردگی برنامه برای آماده‌سازی بازی‌های جنوب شرقی آسیا ۲۰۱۳ لغو شد، نایب قهرمان لیگ به عنوان نماینده میانمار در ای‌اف‌سی کاپ انتخاب شد.

## برنامه
برنامه مسابقات به شرح زیر بود (تمام قرعه‌کشی‌ها در دفتر مرکزی ای‌اف‌سی در کوالا لامپور، مالزی برگزار شد).
| مرحله          | دور           | تاریخ قرعه‌کشی  | بازی رفت         | بازی برگشت       |
| -------------- | ------------- | -------------- | ---------------- | ---------------- |
| پلی آف مقدماتی | دور ۱         | انجام نشد      | ۲ فوریه ۲۰۱۴     | ۲ فوریه ۲۰۱۴     |
| مرحله گروهی    | هفته ۱        | ۱۰ دسامبر ۲۰۱۳ | ۲۵–۲۶ فوریه ۲۰۱۴ | ۲۵–۲۶ فوریه ۲۰۱۴ |
| مرحله گروهی    | هفته ۲        | ۱۰ دسامبر ۲۰۱۳ | ۱۱–۱۲ مارس ۲۰۱۴  | ۱۱–۱۲ مارس ۲۰۱۴  |
| مرحله گروهی    | هفته ۳        | ۱۰ دسامبر ۲۰۱۳ | ۱۸–۱۹ مارس ۲۰۱۴  | ۱۸–۱۹ مارس ۲۰۱۴  |
| مرحله گروهی    | هفته ۴        | ۱۰ دسامبر ۲۰۱۳ | ۱–۲ آوریل ۲۰۱۴   | ۱–۲ آوریل ۲۰۱۴   |
| مرحله گروهی    | هفته ۵        | ۱۰ دسامبر ۲۰۱۳ | ۸–۹ آوریل ۲۰۱۴   | ۸–۹ آوریل ۲۰۱۴   |
| مرحله گروهی    | هفته ۶        | ۱۰ دسامبر ۲۰۱۳ | ۲۲–۲۳ آوریل ۲۰۱۴ | ۲۲–۲۳ آوریل ۲۰۱۴ |
| مرحله حذفی     | یک‌هشتم نهایی  | ۱۰ دسامبر ۲۰۱۳ | ۱۳–۱۴ مه ۲۰۱۴    | ۱۳–۱۴ مه ۲۰۱۴    |
| مرحله حذفی     | یک‌چهارم نهایی | ۲۸ مه ۲۰۱۴     | ۱۹ اوت ۲۰۱۴      | ۲۶ اوت ۲۰۱۴      |
| مرحله حذفی     | نیمه نهایی    | ۲۸ مه ۲۰۱۴     | ۱۶ سپتامبر ۲۰۱۴  | ۳۰ سپتامبر ۲۰۱۴  |
| مرحله حذفی     | فینال         | ۲۸ مه ۲۰۱۴     | ۱۸ اکتبر ۲۰۱۴    | ۱۸ اکتبر ۲۰۱۴    |

## پلی آف مقدماتی
نمودار پلی آف مقدماتی توسط ای‌اف‌سی تعیین شد. هر مسابقه به صورت تک‌بازی برگزار شد. در صورت لزوم، وقت اضافه و ضربات پنالتی برای تعیین برنده استفاده می‌شد. برندگان هر مسابقه به مرحله گروهی راه یافتند تا به جمع ۳۰ تیم راه یافته مستقیم بپیوندند.
| تیم ۱         | نتیجه              | تیم ۲    |
| ------------- | ------------------ | -------- |
| روشن کولاب    | ۲–۱                | الیرموک  |
| شباب الظاهريه | ۱–۱ (و.ا.) (۷–۸ پ) | آلای اوش |

## مرحله گروهی
قرعه‌کشی مرحله گروهی در ۱۰ دسامبر ۲۰۱۳ برگزار شد. ۳۲ تیم در هشت گروه چهار تیمی قرار گرفتند. تیم‌های یک فدراسیون نمی‌توانند در یک گروه قرار بگیرند. هر گروه به صورت رفت و برگشت نوبت‌گردشی برگزار شد. تیم‌های اول و دوم هر گروه به مرحله یک‌هشتم نهایی راه یافتند.
معیارهای تساوی‌شکن
باشگاه‌ها بر اساس امتیاز رتبه‌بندی می‌شوند و معیارهای تساوی‌شکن به ترتیب زیر است:
1. بیشترین تعداد امتیاز کسب شده در مسابقات گروهی بین تیم‌های مربوطه
2. تفاضل گل حاصل از مسابقات گروهی بین تیم‌های مربوطه (گل‌های خارج از خانه اعمال نمی‌شود)
3. بیشترین تعداد گل زده شده در مسابقات گروهی بین تیم‌های مربوطه (گل‌های خارج از خانه اعمال نمی‌شود)
4. تفاضل گل در تمام مسابقات گروهی
5. بیشترین تعداد گل زده شده در تمام مسابقات گروهی
6. اگر فقط دو تیم درگیر باشند و هر دو در زمین بازی باشند، ضربات پنالتی زده می‌شود
7. امتیاز کمتر بر اساس تعداد کارت‌های زرد و قرمز دریافت شده در مسابقات گروهی محاسبه می‌شود (۱ امتیاز برای هر کارت زرد، ۳ امتیاز برای هر کارت قرمز در نتیجه دو کارت زرد، ۳ امتیاز برای هر کارت قرمز مستقیم، ۴ امتیاز برای هر کارت زرد و به دنبال آن یک کارت قرمز مستقیم)
8. قرعه‌کشی

### گروه A
| تیم        | بازی | برد | تساوی | باخت | گل‌زده | گل‌خورده | تفاضل‌گل | امتیاز |
| ---------- | ---- | --- | ----- | ---- | ----- | ------- | ------- | ------ |
| صفا        | ۶    | ۵   | ۱     | ۰    | ۱۳    | ۱       | ۱۲+     | ۱۶     |
| ذات راس    | ۶    | ۳   | ۲     | ۱    | ۹     | ۴       | ۵+      | ۱۱     |
| السویق     | ۶    | ۲   | ۱     | ۳    | ۸     | ۴       | ۴+      | ۷      |
| روشن کولاب | ۶    | ۰   | ۰     | ۶    | ۵     | ۲۶      | ۲۱-     | ۰      |

### گروه B
| تیم    | بازی | برد | تساوی | باخت | گل‌زده | گل‌خورده | تفاضل‌گل | امتیاز |
| ------ | ---- | --- | ----- | ---- | ----- | ------- | ------- | ------ |
| الکویت | ۶    | ۴   | ۱     | ۱    | ۱۲    | ۴       | ۸+      | ۱۳     |
| النجمه | ۶    | ۲   | ۳     | ۱    | ۴     | ۳       | ۱+      | ۹      |
| فنجاء  | ۶    | ۱   | ۳     | ۲    | ۲     | ۶       | ۴-      | ۶      |
| الجیش  | ۶    | ۰   | ۳     | ۳    | ۰     | ۵       | ۵-      | ۳      |

### گروه C
| تیم      | بازی | برد | تساوی | باخت | گل‌زده | گل‌خورده | تفاضل‌گل | امتیاز |
| -------- | ---- | --- | ----- | ---- | ----- | ------- | ------- | ------ |
| القادسیه | ۶    | ۳   | ۲     | ۱    | ۱۱    | ۵       | ۶+      | ۱۱     |
| الحد     | ۶    | ۳   | ۲     | ۱    | ۱۰    | ۶       | ۴+      | ۱۱     |
| الشرطه   | ۶    | ۱   | ۴     | ۱    | ۳     | ۴       | ۱-      | ۷      |
| الوحده   | ۶    | ۰   | ۲     | ۴    | ۵     | ۱۴      | ۹-      | ۲      |

- القادسیه و الحد بر اساس رکوردهای رو در رو رتبه‌بندی شدند.

### گروه D
| تیم         | بازی | برد | تساوی | باخت | گل‌زده | گل‌خورده | تفاضل‌گل | امتیاز |
| ----------- | ---- | --- | ----- | ---- | ----- | ------- | ------- | ------ |
| اربیل       | ۶    | ۵   | ۰     | ۱    | ۱۹    | ۵       | ۱۴+     | ۱۵     |
| الرفاع      | ۶    | ۳   | ۱     | ۲    | ۷     | ۷       | ۰       | ۱۰     |
| شباب الاردن | ۶    | ۳   | ۰     | ۳    | ۹     | ۱۰      | ۱-      | ۹      |
| آلای اوش    | ۶    | ۰   | ۱     | ۵    | ۱     | ۱۴      | ۱۳-     | ۱      |

### گروه E
| تیم               | بازی | برد | تساوی | باخت | گل‌زده | گل‌خورده | تفاضل‌گل | امتیاز |
| ----------------- | ---- | --- | ----- | ---- | ----- | ------- | ------- | ------ |
| پرسیپورا جایاپورا | ۶    | ۳   | ۲     | ۱    | ۹     | ۴       | ۵+      | ۱۱     |
| چرچیل برادرز      | ۶    | ۳   | ۱     | ۲    | ۱۰    | ۷       | ۳+      | ۱۰     |
| هوم یونایتد       | ۶    | ۳   | ۱     | ۲    | ۸     | ۶       | ۲+      | ۱۰     |
| نیو رادیانت       | ۶    | ۱   | ۰     | ۵    | ۲     | ۱۲      | ۱۰-     | ۳      |

- چرچیل برادرز و هوم یونایتد بر اساس رکوردهای رو در رو رتبه‌بندی شدند.

### گروه F
| تیم           | بازی | برد | تساوی | باخت | گل‌زده | گل‌خورده | تفاضل‌گل | امتیاز |
| ------------- | ---- | --- | ----- | ---- | ----- | ------- | ------- | ------ |
| هانوی تی‌اندتی | ۶    | ۵   | ۰     | ۱    | ۱۴    | ۷       | ۷       | ۱۵     |
| آرما کرونوس   | ۶    | ۳   | ۱     | ۲    | ۱۰    | ۹       | ۱       | ۱۰     |
| سلانگور       | ۶    | ۲   | ۲     | ۲    | ۹     | ۶       | ۳       | ۸      |
| مازیا         | ۶    | ۰   | ۱     | ۵    | ۷     | ۱۸      | ۱۱-     | ۱      |

### گروه G
| تیم            | بازی | برد | تساوی | باخت | گل‌زده | گل‌خورده | تفاضل‌گل | امتیاز |
| -------------- | ---- | --- | ----- | ---- | ----- | ------- | ------- | ------ |
| ویسای نین بین  | ۶    | ۵   | ۱     | ۰    | ۱۸    | ۷       | ۱۱      | ۱۶     |
| یانگون یونایتد | ۶    | ۳   | ۰     | ۳    | ۱۶    | ۱۷      | ۱-      | ۹      |
| چین جنوبی      | ۶    | ۲   | ۱     | ۳    | ۱۱    | ۱۱      | ۰       | ۷      |
| کلانتان        | ۶    | ۱   | ۰     | ۵    | ۱۹    | ۹       | ۱۰-     | ۳      |

### گروه H
| تیم           | بازی | برد | تساوی | باخت | گل‌زده | گل‌خورده | تفاضل‌گل | امتیاز |
| ------------- | ---- | --- | ----- | ---- | ----- | ------- | ------- | ------ |
| کیتچی         | ۶    | ۴   | ۱     | ۱    | ۱۵    | ۵       | ۱۰      | ۱۳     |
| نایپیداو      | ۶    | ۲   | ۲     | ۲    | ۱۰    | ۱۰      | ۰       | ۸      |
| تامپینس روفرز | ۶    | ۲   | ۰     | ۴    | ۹     | ۱۶      | ۷-      | ۶      |
| پونه          | ۶    | ۱   | ۳     | ۲    | ۱۲    | ۱۵      | ۳-      | ۶      |

- تامپینس روفرز و پونه بر اساس رکوردهای رو در رو رتبه‌بندی شدند.

## مرحله حذفی
در مرحله حذفی، ۱۶ تیم به صورت تک‌حذفی به رقابت پرداختند. در مراحل یک‌چهارم نهایی و نیمه نهایی، هر بازی به رفت و برگشت برگزار شد، در حالی که در مرحله یک‌هشتم نهایی و فینال، هر بازی به صورت تک‌بازی برگزار شد. در صورت لزوم، از قانون گل زده در خانه حریف (برای بازی‌های رفت و برگشت)، وقت اضافه (گل‌های زده شده در خانه حریف در وقت اضافه اعمال نمی‌شوند) و ضربات پنالتی برای تعیین برنده استفاده شد.

### نمودار
|  | یک‌هشتم نهایی      | یک‌هشتم نهایی |                   |               | یک‌چهارم نهایی | یک‌چهارم نهایی | یک‌چهارم نهایی | یک‌چهارم نهایی |  |  | نیمه نهایی | نیمه نهایی | نیمه نهایی | نیمه نهایی |  |  | فینال | فینال |  |
|  |                   |              |                   |               |               |               |               |               |  |  |            |            |            |            |  |  |       |       |  |
|  | هانوی تی‌اندتی     | ۵            |                   |               |               |               |               |               |  |  |            |            |            |            |  |  |       |       |  |
|  | هانوی تی‌اندتی     | ۵            |                   |               |               |               |               |               |  |  |            |            |            |            |  |  |       |       |  |
|  | نایپیداو          | ۰            |                   |               |               |               |               |               |  |  |            |            |            |            |  |  |       |       |  |
|  | نایپیداو          | ۰            |                   | هانوی تی‌اندتی | ۰             | ۰             | ۰             |               |  |  |            |            |            |            |  |  |       |       |  |
|  |                   |              |                   | هانوی تی‌اندتی | ۰             | ۰             | ۰             |               |  |  |            |            |            |            |  |  |       |       |  |
|  |                   |              | اربیل             | ۱             | ۲             | ۳             |               |               |  |  |            |            |            |            |  |  |       |       |  |
|  | اربیل (پ)         | ۰ (۳)        | اربیل             | ۱             | ۲             | ۳             |               |               |  |  |            |            |            |            |  |  |       |       |  |
|  | اربیل (پ)         | ۰ (۳)        |                   |               |               |               |               |               |  |  |            |            |            |            |  |  |       |       |  |
|  | النجمه            | ۰ (۰)        |                   |               |               |               |               |               |  |  |            |            |            |            |  |  |       |       |  |
|  | النجمه            | ۰ (۰)        |                   | اربیل         | ۱             | ۲             | ۳             |               |  |  |            |            |            |            |  |  |       |       |  |
|  |                   |              |                   |               |               |               |               |               |  |  |            |            |            |            |  |  |       |       |  |
|  |                   |              | کیتچی             | ۱             | ۱             | ۲             |               |               |  |  |            |            |            |            |  |  |       |       |  |
|  | ویسای نین بین     | ۴            | کیتچی             | ۱             | ۱             | ۲             |               |               |  |  |            |            |            |            |  |  |       |       |  |
|  | ویسای نین بین     | ۴            |                   |               |               |               |               |               |  |  |            |            |            |            |  |  |       |       |  |
|  | چرچیل برادرز      | ۲            |                   |               |               |               |               |               |  |  |            |            |            |            |  |  |       |       |  |
|  | چرچیل برادرز      | ۲            |                   | ویسای نین بین | ۲             | ۱             | ۳             |               |  |  |            |            |            |            |  |  |       |       |  |
|  |                   |              |                   | ویسای نین بین | ۲             | ۱             | ۳             |               |  |  |            |            |            |            |  |  |       |       |  |
|  |                   |              | کیتچی             | ۴             | ۰             | ۴             |               |               |  |  |            |            |            |            |  |  |       |       |  |
|  | کیتچی             | ۲            | کیتچی             | ۴             | ۰             | ۴             |               |               |  |  |            |            |            |            |  |  |       |       |  |
|  | کیتچی             | ۲            |                   |               |               |               |               |               |  |  |            |            |            |            |  |  |       |       |  |
|  | آرما کرونوس       | ۰            |                   |               |               |               |               |               |  |  |            |            |            |            |  |  |       |       |  |
|  | آرما کرونوس       | ۰            |                   | اربیل         | ۰ (۲)         |               |               |               |  |  |            |            |            |            |  |  |       |       |  |
|  |                   |              |                   |               |               |               |               |               |  |  |            |            |            |            |  |  |       |       |  |
|  |                   |              | القادسیه (پ)      | ۰ (۴)         |               |               |               |               |  |  |            |            |            |            |  |  |       |       |  |
|  | القادسیه          | ۴            | القادسیه (پ)      | ۰ (۴)         |               |               |               |               |  |  |            |            |            |            |  |  |       |       |  |
|  | القادسیه          | ۴            |                   |               |               |               |               |               |  |  |            |            |            |            |  |  |       |       |  |
|  | ذات راس           | ۰            |                   |               |               |               |               |               |  |  |            |            |            |            |  |  |       |       |  |
|  | ذات راس           | ۰            |                   | القادسیه (ح)  | ۱             | ۲             | ۳             |               |  |  |            |            |            |            |  |  |       |       |  |
|  |                   |              |                   | القادسیه (ح)  | ۱             | ۲             | ۳             |               |  |  |            |            |            |            |  |  |       |       |  |
|  |                   |              | الحد              | ۱             | ۲             | ۳             |               |               |  |  |            |            |            |            |  |  |       |       |  |
|  | صفا               | ۰            | الحد              | ۱             | ۲             | ۳             |               |               |  |  |            |            |            |            |  |  |       |       |  |
|  | صفا               | ۰            |                   |               |               |               |               |               |  |  |            |            |            |            |  |  |       |       |  |
|  | الحد              | ۱            |                   |               |               |               |               |               |  |  |            |            |            |            |  |  |       |       |  |
|  | الحد              | ۱            |                   | القادسیه      | ۴             | ۶             | ۱۰            |               |  |  |            |            |            |            |  |  |       |       |  |
|  |                   |              |                   |               |               |               |               |               |  |  |            |            |            |            |  |  |       |       |  |
|  |                   |              | پرسیپورا جایاپورا | ۲             | ۰             | ۲             |               |               |  |  |            |            |            |            |  |  |       |       |  |
|  | الکویت            | ۳            | پرسیپورا جایاپورا | ۲             | ۰             | ۲             |               |               |  |  |            |            |            |            |  |  |       |       |  |
|  | الکویت            | ۳            |                   |               |               |               |               |               |  |  |            |            |            |            |  |  |       |       |  |
|  | الرفاع            | ۰            |                   |               |               |               |               |               |  |  |            |            |            |            |  |  |       |       |  |
|  | الرفاع            | ۰            |                   | الکویت        | ۳             | ۱             | ۴             |               |  |  |            |            |            |            |  |  |       |       |  |
|  |                   |              |                   | الکویت        | ۳             | ۱             | ۴             |               |  |  |            |            |            |            |  |  |       |       |  |
|  |                   |              | پرسیپورا جایاپورا | ۲             | ۶             | ۸             |               |               |  |  |            |            |            |            |  |  |       |       |  |
|  | پرسیپورا جایاپورا | ۹            | پرسیپورا جایاپورا | ۲             | ۶             | ۸             |               |               |  |  |            |            |            |            |  |  |       |       |  |
|  | پرسیپورا جایاپورا | ۹            |                   |               |               |               |               |               |  |  |            |            |            |            |  |  |       |       |  |
|  | یانگون یونایتد    | ۲            |                   |               |               |               |               |               |  |  |            |            |            |            |  |  |       |       |  |

### یک‌هشتم نهایی
در مرحله یک هشتم نهایی، برندگان یک گروه با تیم‌های دوم گروه دیگر در همان منطقه بازی کردند و برندگان گروه میزبان مسابقه بودند.
| تیم ۱             | نتیجه             | تیم ۲          |
| منطقه غرب آسیا    | منطقه غرب آسیا    | منطقه غرب آسیا |
| ----------------- | ----------------- | -------------- |
| صفا               | ۰–۱               | الحد           |
| القادسیه          | ۴–۰               | ذات راس        |
| الکویت            | ۳–۰               | الرفاع         |
| اربیل             | ۰–۰ (و.ا) (۳–۰ پ) | النجمه         |
| منطقه شرق آسیا    |                   |                |
| پرسیپورا جایاپورا | ۹–۲               | یانگون یونایتد |
| ویسای نین بین     | ۴–۲               | چرچیل برادرز   |
| هانوی تی‌اندتی     | ۵–۰               | نایپیداو       |
| کیتچی             | ۲–۰               | آرما           |

### یک‌چهارم نهایی
قرعه‌کشی مرحله یک چهارم نهایی در ۲۸ مه ۲۰۱۴ برگزار شد. تیم‌های مناطق مختلف می‌توانستند در یک قرعه‌کشی قرار بگیرند و قانون «حمایت از کشور» اعمال می‌شد، بنابراین تیم‌های یک فدراسیون نمی‌توانستند در یک قرعه‌کشی قرار بگیرند.
| تیم ۱         | نتیجه نهایی | تیم ۲             | بازی رفت | بازی برگشت |
| ------------- | ----------- | ----------------- | -------- | ---------- |
| هانوی تی‌اندتی | ۰–۳         | اربیل             | ۰–۱      | ۰–۲        |
| ویسای نین بین | ۳–۴         | کیتچی             | ۲–۴      | ۱–۰        |
| القادسیه      | ۳–۳ (ح)     | الحد              | ۱–۱      | ۲–۲        |
| الکویت        | ۴–۸         | پرسیپورا جایاپورا | ۳–۲      | ۱–۶        |

### نیمه نهایی
| تیم ۱    | نتیجه نهایی | تیم ۲             | بازی رفت | بازی برگشت |
| -------- | ----------- | ----------------- | -------- | ---------- |
| اربیل    | ۳–۲         | کیتچی             | ۱–۱      | ۲–۱        |
| القادسیه | ۱۰–۲        | پرسیپورا جایاپورا | ۴–۲      | ۶–۰        |

### فینال
قرعه‌کشی برای تعیین میزبان فینال پس از قرعه‌کشی مرحله یک‌چهارم نهایی برگزار شد.
| اربیل                      | ۰–۰ (و.ا.) | القادسیه                                           |
| -------------------------- | ---------- | -------------------------------------------------- |
|                            | Report     |                                                    |
| ضربات پنالتی               |            |                                                    |
| راضی · هوار · برزان · فائز | ۲–۴        | المطوع · سعيد · الانصاری · محمد ابراهيم · سوبوتيتچ |

نکته
1. ^ به دلیل مسائل امنیتی، به تیم های عراقی اجازه میزبانی مسابقات داده نشد.

## جوایز

### قهرمان
| قهرمان ای‌اف‌سی کاپ ۲۰۱۴ |
| ---------------------- |
| القادسیه               |
| اولین قهرمانی          |

### جوایز فردی
| جوایز              | بازیکن       | تیم      |
| ------------------ | ------------ | -------- |
| با ارزش‌ترین بازیکن | سیف الحشان   | القادسیه |
| بیشترین گل‌زده      | خوان بلنکوسو | کیتچی    |

## گلزنان برتر
| رتبه | بازیکن         | تیم               | ه۱ | ه۲ | ه۳ | ه۴ | ه۵ | ه۶ | ه‌ن | چ‌ن۱ | چ‌ن۲ | ن‌ن۱ | ن‌ن۲ | ۰ف۰ | مجموع |
| ---- | -------------- | ----------------- | -- | -- | -- | -- | -- | -- | -- | --- | --- | --- | --- | --- | ----- |
| ۱    | خوان بلنکوسو   | کیتچی             | ۱  | ۱  | ۲  | ۱  | ۳  |    |    | ۲   |     | ۱   |     |     | ۱۱    |
| ۲    | عمر السومه     | القادسیه          |    | ۱  | ۱  | ۱  | ۳  |    | ۱  |     |     |     |     |     | ۷     |
| ۲    | سزار           | یانگون یونایتد    |    | ۲  | ۱  | ۱  | ۱  | ۱  | ۱  |     |     |     |     |     | ۷     |
| ۲    | پائولو رانگل   | سلانگور           | ۱  |    |    | ۳  |    | ۳  |    |     |     |     |     |     | ۷     |
| ۵    | کیاو کو کو     | یانگون یونایتد    | ۳  |    |    | ۱  | ۱  |    | ۱  |     |     |     |     |     | ۶     |
| ۵    | نگوین وان کویت | هانوی تی‌اندتی     | ۳  | ۱  | ۱  |    | ۱  |    |    |     |     |     |     |     | ۶     |
| ۵    | بواز سولوسا    | پرسیپورا جایاپورا | ۱  |    |    | ۲  | ۱  |    |    |     | ۱   | ۱   |     |     | ۶     |
| ۸    | سیف الحشان     | القادسیه          |    | ۱  | ۱  |    |    |    | ۱  |     |     | ۱   | ۱   |     | ۵     |
| ۸    | بدر المطوع     | القادسیه          |    |    |    |    |    |    | ۱  | ۱   |     | ۱   | ۲   |     | ۵     |
| ۸    | دین وان تا     | ویسای نین بین     | ۱  | ۲  |    |    |    | ۲  |    |     |     |     |     |     | ۵     |
| ۸    | بواکی فودی     | پرسیپورا جایاپورا |    |    |    |    |    |    | ۵  |     |     |     |     |     | ۵     |
| ۸    | بورجا روبیاتو  | اربیل             |    |    | ۱  | ۲  | ۱  | ۱  |    |     |     |     |     |     | ۵     |